# Ленґониці
Ленґониці (пол. Łęgonice) — село в Польщі, у гміні Нове-Място-над-Пилицею Груєцького повіту Мазовецького воєводства.
Населення — 331 особа (2011).
У 1975-1998 роках село належало до Радомського воєводства.

## Демографія
Демографічна структура станом на 31 березня 2011 року:
|          | Загалом | Допрацездатний вік | Працездатний вік | Постпрацездатний вік |
| -------- | ------- | ------------------ | ---------------- | -------------------- |
| Чоловіки | 171     | 26                 | 117              | 28                   |
| Жінки    | 160     | 24                 | 73               | 63                   |
| Разом    | 331     | 50                 | 190              | 91                   |